# Campeonato Brasileiro Série A 2004
In 2004 werd de 48ste editie van de Campeonato Brasileiro Série A gespeeld, de hoogste voetbalklasse van Brazilië. De competitie werd gespeeld van 29 maart tot 14 december. Santos werd kampioen.
Aan de competitie namen 24 clubs deel. Zij speelden in één grote groep en speelden een uit- en thuiswedstrijd tegen elk ander team in de competitie. De club met de meeste punten na 46 speelrondes, werd kampioen.

## Eindstand
| Plaats | Club                | Wed. | W  | G  | V  | Saldo  | Ptn. |
| ------ | ------------------- | ---- | -- | -- | -- | ------ | ---- |
| 1.     | Santos              | 46   | 27 | 8  | 11 | 103:58 | 89   |
| 2.     | Atlético Paranaense | 46   | 25 | 11 | 10 | 93:56  | 86   |
| 3.     | São Paulo FC        | 46   | 24 | 10 | 12 | 78:43  | 82   |
| 4.     | Palmeiras           | 46   | 22 | 13 | 11 | 72:47  | 79   |
| 5.     | SC Corinthians      | 46   | 20 | 14 | 12 | 54:54  | 74   |
| 6.     | Goiás               | 46   | 21 | 9  | 16 | 81:68  | 72   |
| 7.     | Juventude           | 46   | 20 | 10 | 16 | 60:66  | 70   |
| 8.     | Internacional       | 46   | 20 | 7  | 19 | 66:59  | 67   |
| 9.     | Fluminense          | 46   | 18 | 13 | 15 | 65:68  | 67   |
| 10.    | Ponte Preta         | 46   | 19 | 7  | 20 | 43:73  | 64   |
| 11.    | Figueirense         | 45   | 17 | 12 | 17 | 57:59  | 63   |
| 12.    | Coritiba            | 46   | 15 | 17 | 14 | 53:48  | 62   |
| 13.    | Cruzeiro            | 46   | 16 | 8  | 22 | 69:81  | 56   |
| 14.    | Paysandu            | 46   | 14 | 14 | 18 | 56:76  | 56   |
| 15.    | Paraná              | 46   | 15 | 9  | 22 | 52:73  | 54   |
| 16.    | Vasco da Gama       | 46   | 14 | 12 | 20 | 64:68  | 54   |
| 17.    | Flamengo            | 46   | 13 | 15 | 18 | 51:53  | 54   |
| 18.    | São Caetano         | 46   | 23 | 8  | 15 | 65:49  | 53   |
| 19.    | Atlético Mineiro    | 46   | 12 | 17 | 17 | 60:66  | 53   |
| 20.    | Botafogo            | 46   | 11 | 18 | 17 | 62:71  | 51   |
| 21.    | Criciúma            | 46   | 13 | 11 | 22 | 61:78  | 50   |
| 22.    | Guarani             | 46   | 11 | 16 | 19 | 43:55  | 49   |
| 23.    | Vitória             | 46   | 13 | 9  | 24 | 68:87  | 48   |
| 24.    | Grêmio              | 46   | 9  | 12 | 25 | 60:80  | 39   |

|  | Landskampioen en gekwalificeerd voor tweede fase Copa Libertadores 2005 |
|  | Gekwalificeerd voor tweede fase Copa Libertadores 2005                  |
|  | Gekwalificeerd voor eerste fase Copa Libertadores 2005                  |
|  | Gekwalificeerd voor Copa Sudamericana 2005                              |
|  | Degradatie naar Série B                                                 |

1. ↑  Sãe Caetano kreeg 24 strafpunten omdat het de speler Serginho tijdens vier wedstrijden opstelde, terwijl hij medisch niet in orde was. Serginho zakte in elkaar op het veld op de 38ste speeldag en overleed later.

### Topschutters
Apenas os cinco primeiros.
| Speler         | Club                | Goals |
| -------------- | ------------------- | ----- |
| Washington     | Atlético Paranaense | 34    |
| Alex Dias      | Goiás               | 22    |
| Deivid Robinho | Santos              | 22    |
| Cláudio Pitbul | Grêmio              | 22    |

### Kampioen
| Campeonato Brasileiro Série A 2004 |
| São Paulo                          |
| ---------------------------------- |
| SANTOS Kampioen (8° titel)         |